# Fiat 1200 Granluce

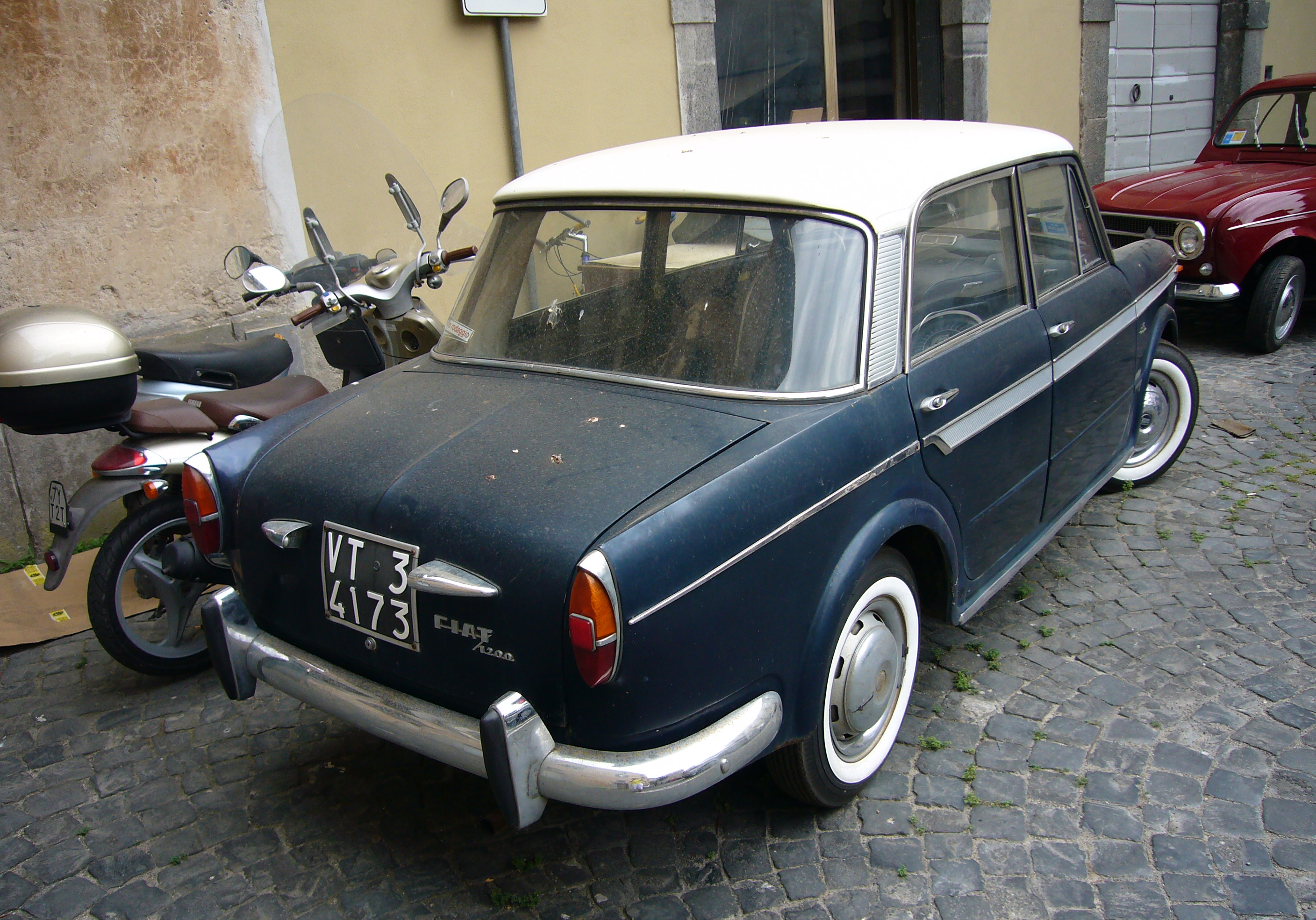
Fiat 1200 Granluce

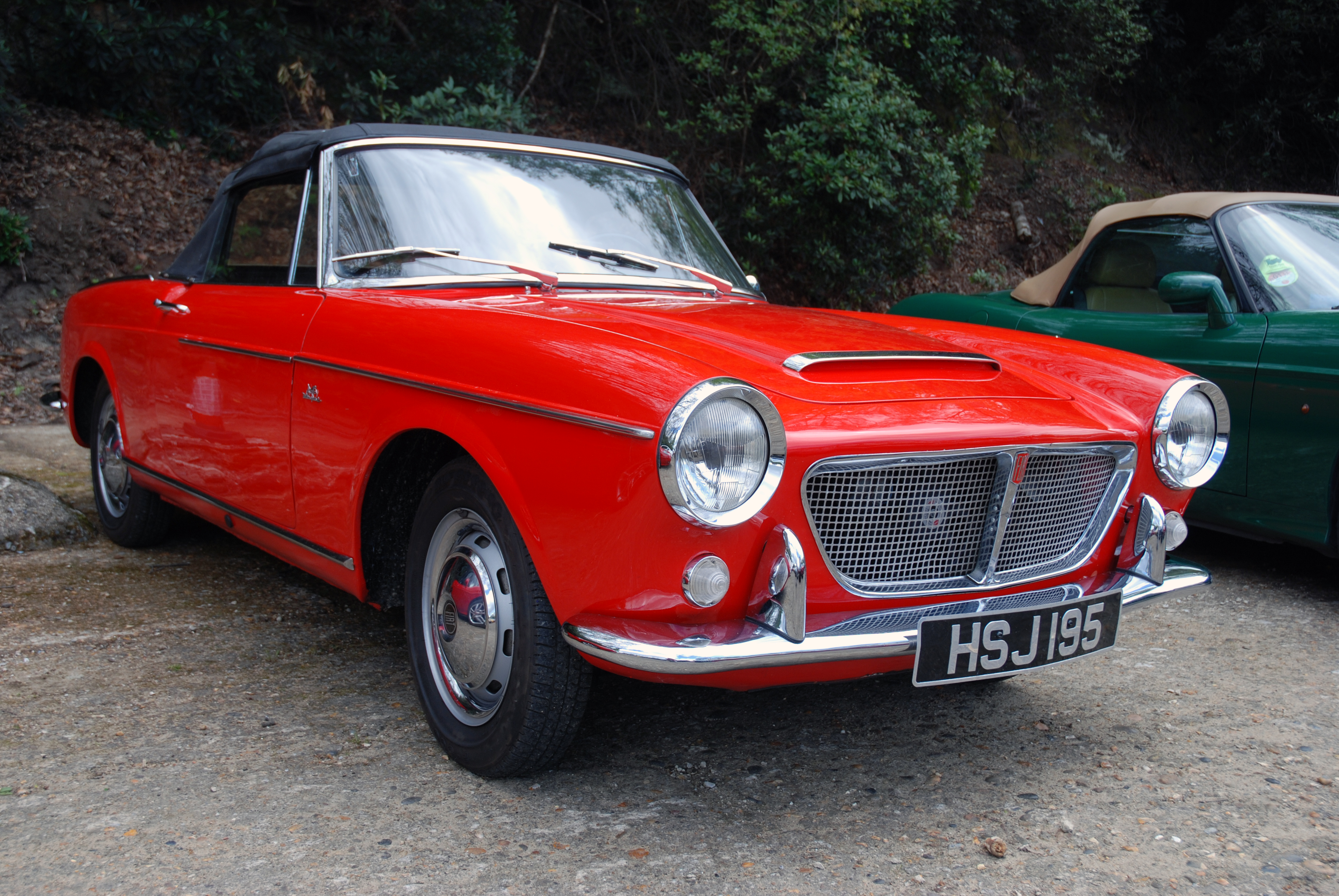
Fiat 1200 Granluce Trasformabile

Der Fiat 1200 Granluce (im Export auch „Grand vue“ oder „Grand Light“) war der Nachfolger des Fiat 1100 TV (103 E). 

## Entwicklungsgeschichte
Er wurde 1957 vorgestellt. Seine Karosserie war ähnlich der des gleichzeitig gebauten Fiat 1100 (103 D), nur die Dachpartie war durch ein steiler stehendes, größeres Heckfenster mit markanter hinterer Dachkante verändert. Die Serienfertigung begann allerdings erst nach einer weiteren Änderung: die 4 Türen waren nun alle vorne angeschlagen (siehe auch Fiat 1100).
Er wurde von 1957 bis Anfang 1961 gebaut, ab 1959 in überarbeiteter Version (unter anderem Seitenpartie, Kühlergrill, Lenkrad). Sein Vierzylinder-Reihenmotor basierte auf dem des Fiat 1100. Mit 1221 cm³ leistete er zunächst 53 (CUNA-)PS (55 SAE-PS) und ab 1959 58 (CUNA-)PS (63 SAE-PS). Er hatte ein Viergang-Getriebe mit Lenkradschaltung. Der Wagen war als viertürige Limousine und als zweitüriges Cabriolet (siehe Fiat 1200 Spider) verfügbar. Seine Höchstgeschwindigkeit betrug 135 km/h bzw. ab 1959 ca. 140 km/h.
Vor Serienanlauf des neuen Fiat 1300/1500 wurde die Produktion beendet. Den 1221-cm³-Motor verwendete Fiat im 1200 Cabrio (Pininfarina), im Fiat 1100 D, im Autobianchi Primula und in den Transportern Fiat 1100 T und Fiat 238 noch bis 1968 weiter.